# Телетьон Олексій Кіндратович
Телетьон Олексій Кіндратович — український багатоженець, який перебував в фактичному шлюбі одночасно з трьома жінками. На терені СНД відомий під прізвиськом «Поліський султан» («Султан із Полісся»).

## Біографія
Олексій Телетьон народився і виріс в селі Одринки, Рівненської області, Сарненського району.
З першою жінкою, Дарією, одружився в 19-річному віці, офіційно зареєстрував шлюб і закріпив його вінчанням у православній церкві.
1940 року пішов на фронт, а Дарія залишилася з однорічною дитиною.
Воював у піших військах. Під час війни під Псковом потрапив в німецький полон. Майже рік був ув'язненим концтабору Бухенвальд, звідки йому вдалося втекти.
Після втечі брав участь у подальших військових боях. У складі військової частини дійшов до кордонів Німеччини.
У 1947 році повернувся в рідне село.
Дарія померла, коли він був на війні. Щоб не ростити сина самостійно, Телетьон одружився з Мотруною, але вже без реєстрації шлюбу. Довгий час вони жили разом, доки Мотруна не захворіла і сама не запропонувала Олексію знайти другу дружину.
Друга дружина — Любов, була молодшою за нього на 35 років. Невдовзі до Телетня приїхала і сестра Любові — Надія, яка стала його третьою дружиною.
Молодша дочка Телетня і його «середньої» дружини Наташа народилася, коли йому було 70 років.
У 2004 році білоруський режисер Віктор Аслюк зняв документальний фільм про Олексія Телетня — «Султан з Одринок».